# Heteropoda nyalama
Heteropoda nyalama är en spindelart som beskrevs av Hu och Li 1987. Heteropoda nyalama ingår i släktet Heteropoda och familjen jättekrabbspindlar. Inga underarter finns listade i Catalogue of Life.